# DPG Media Magazines

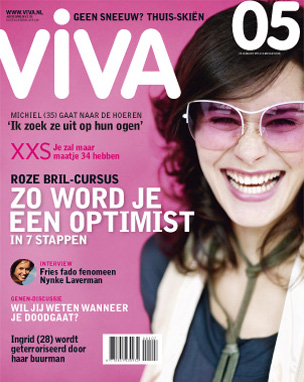
Viva, een van de tijdschriften van Sanoma

DPG Media Magazines bv is sinds april 2020 een bedrijfsonderdeel van DPG Media. Het was als Sanoma Media Netherlands in 2001 ontstaan uit de door Sanoma overgenomen tijdschriftendivisie van VNU en Ilse Media, het bedrijf dat was ontstaan uit de Nederlandse zoekmachine Ilse. In 2018 bedroeg de omzet van het bedrijf € 424.000.000. Het heeft ongeveer 900 werknemers die in Hoofddorp op redacties en ondersteunende afdelingen werken. Op 10 december 2019 werd bekend dat DPG Media Sanoma Media Netherlands bv overneemt. De overname is op 20 april 2020 geëffectueerd.

## Geschiedenis
Het Finse Sanoma WSOY nam in 2001 de tijdschriftendivisie van VNU over voor 1,25 miljard euro. Bij de overname kreeg Sanoma ook Ilse Media in handen, een dochteronderneming van VNU die was ontstaan in 2000, en de Belgische activiteiten. VNU had in dat jaar de internetuitgever Ilse Media overgenomen (opgericht in 1996), bekend van de zoekmachine Ilse en het in 1998 opgerichte startpagina.nl, en had deze samen met haar eigen websites (onder meer NU.nl) ondergebracht in Ilse Media B.V. In 2006 nam Sanoma het internetbedrijf Rosetta Holding over, waardoor Schoolbank.nl in Sanoma's bezit kwam. Een jaar later werden de golfbladen van Wegener aangekocht. In 2009 werd het dochterbedrijf Ilse Media hernoemd tot Sanoma Digital, en werden alle digitale activiteiten van Sanoma Uitgevers daar ondergebracht. In 2011 werden Sanoma Uitgevers en Sanoma Digital samengevoegd tot Sanoma Media.
Op 29 juli 2011 werd Sanoma met een belang van 67% de meerderheidsaandeelhouder van SBS Broadcasting. Daarin zijn Net5, SBS6, Veronica TV, Veronica Magazine, Totaal TV (laatstgenoemden Veronica Uitgeverij), SBS Productions, Veronica Litho en Veronica Concept Design in ondergebracht. Het mediabedrijf Talpa van John de Mol kreeg de overige 33%. SBS België gaat ook over naar Sanoma. Daarvoor werkt Sanoma samen met mediabedrijf Corelio, Wouter Vandenhaute en Erik Watté. De drie partijen nemen ieder een belang van 33%. De totale overnamesom was 1225 miljoen euro.. Sinds 2015 heeft Telenet het aandeel van Sanoma in SBS Belgium overgenomen. In december 2019 werd bekend dat Sanoma zijn Nederlandse activiteiten, op die van Sanoma Learning na, verkoopt aan DPG Media.
In oktober 2013 maakte de uitgever bekend 32 Nederlandse titels te gaan verkopen. Sanoma gaat de volle aandacht richten op de overgebleven zeventien titels die gericht zijn op vrouwen, ouders, kinderen, decoratie en de autobranche. Vooral mannenbladen als Playboy, Panorama en Nieuwe Revu worden afgestoten.
In 2013 werd bekend dat Sanoma flink gaat reorganiseren vanwege teruglopende advertentie-inkomsten en een krimpende omzet. Er verdwijnen 500 van de 1600 banen bij Sanoma Nederland. De uitgeverij gaat zich richten op 17 titels met een voldoende grote oplage als Libelle, Donald Duck, Ouders van Nu en VT Wonen. Zo'n 32 titels worden verkocht of samengevoegd. De activiteiten in België worden samengevoegd met de Nederlandse. In 2014 werden 19 tijdschriften verkocht en bijna 100 medewerkers gingen over naar New Skool Media, de nieuwe eigenaar. Een jaar later volgde in België de verkoop van de titels Humo, Story en TeVe Blad aan De Persgroep.
In april 2017 werd bekend dat Talpa Media de tv-zenders SBS6, Veronica, Net5 en SBS9 overneemt van Sanoma. Het mediabedrijf van John de Mol betaalt 237 miljoen euro voor het belang van 67% van Sanoma in SBS Broadcasting. Talpa wil met de aankoop de positie van SBS op de Nederlandse markt verstevigen. Op zijn beurt krijgt Sanoma alle aandelen van Veronica Uitgeverij in handen, met onder andere Veronica Magazine en Totaal TV. De deal is op 19 juli 2017 afgerond.
In maart 2019 werd het tijdschrift LINDA voor ruim 40 miljoen euro verkocht aan Talpa Network. De tijdschrifttitels LINDA, LINDA.Meiden, LINDA.Man, LINDA.Wonen en L’HOMO gaan over. De overname van LINDA betreft feitelijk de koop van uitgever Mood for Magazines, waarvan 86% van de aandelen in handen zijn van Sanoma. Bij Mood for Magazines werken 53 personen en behaalde in 2018 een omzet van 27 miljoen euro. Mood for Magazines was een van de best winstgevende onderdelen van Sanoma in Nederland.
Op 10 december 2019 werd bekend dat DPG Media, voorheen De Persgroep, het bedrijf gaat overnemen. Voor 460 miljoen euro koopt de tijdschriftactiviteiten met titels als Libelle, Veronica Magazine, Donald Duck en nieuwssite NU.nl. De bladen hebben meer dan 1 miljoen abonnees. De Nederlandse tak behaalde in 2018 een omzet van 424 miljoen euro en een bedrijfsresultaat van 58 miljoen euro. De 900 arbeidsplaatsen gaan allemaal over naar de nieuwe eigenaar. De overname werd op 10 april door toezichthouder ACM goedgekeurd. De overname is op 20 april 2020 geëffectueerd. Sindsdien valt het bedrijfsonderdeel onder DPG Media en heet het bedrijf DPG Media Magazines.

## Merken

### DPG Media Magazines
De hieronder vermelde merken zijn anno maart 2021 onderdeel van DPG Media Magazines:
- Aldipress
- Ariadne at Home
- AutoWeek
- AutoWeek GTO
- Bladcadeau
- BrunoPress
- Donald Duck
- Eigen Huis & Interieur
- Fashionchick
- Feeling Wonen
- Flair
- Flow
- Hettestpanel.nl
- Ik Ga Bouwen & Renoveren
- Katrien
- Kek MAMA
- Kidsweek
- Libelle
- Magazine.nl
- Margriet
- Nouveau
- NU.nl
- Ouders van nu
- Panel Inzicht
- Proefabonnement.nl
- Pro Shots
- Stijlvol Wonen
- Story
- Theaterclub.nl
- Tijdschrift.nl
- Totaal TV
- Veronica magazine
- vtwonen
- vtwonen Landelijk
- Zo Zit Dat

#### Voormalig
- SchoolBANK[11]
- Startpagina[11]
- Tina[12]
- VIVA[13]
- VIVA mama[13]

### Sanoma Media Nederland
Toen het bedrijf nog eigendom was van Sanoma Media Nederland waren ook de volgende merken onderdeel van het bedrijf:
- Avrobode
- Beau Monde
- Collect
- Disney Club
- Eppo
- Esta
- Gamer.nl
- Golf Journaal
- Golfers Magazine
- Grazia
- Groter Groeien
- Health Magazine
- Kieskeurig.nl
- Kinderen
- Know How
- KRO Magazine
- La Maison Victor
- Lekker
- Lekker in het Leven
- LINDA.
- Marie Claire
- Mikro Gids
- More than Classic
- Motorjacht
- Net5
- NCRV-gids
- Nickelodeon Magazine
- Nieuwe Revu
- OOK
- Panorama
- Pink Ribbon
- Playboy
- Prinses
- Procycling
- SBS6
- SBS9
- StyleToday
- Televizier
- Tuin&Co
- TvFilm
- TVGids.nl
- Veamer
- Veronica TV
- Vorsten Royale
- Web-log
- WTF.nl